# Maskarenen-Paradiesschnäpper

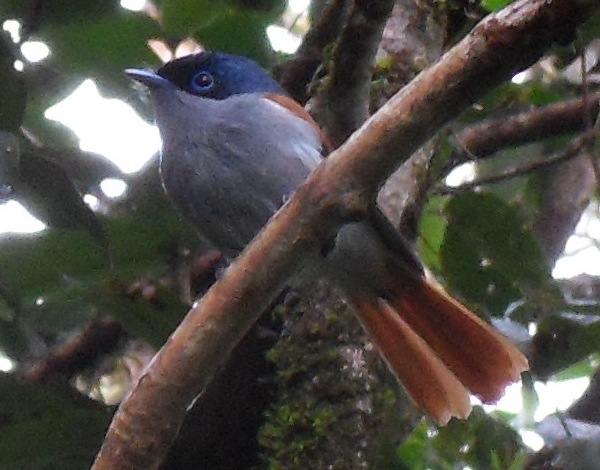
Maskarenen-Paradiesschnäpper, Männchen

Der Maskarenen-Paradiesschnäpper (Terpsiphone bourbonnensis) ist eine auf den Inseln Mauritius und Réunion  vorkommende Vogelart aus der Familie der Monarchen (Monarchidae).

## Merkmale
Maskarenen-Paradiesschnäpper erreichen eine Körperlänge von 15 bis 20 Zentimetern und ein Gewicht von 16 bis 18 Gramm. Bei den Männchen ist der Oberkopf schwarz oder dunkelblau. Der Augenring ist kräftig blau. Brust und Bauch sind weißgrau. Der Rücken und die Flügel haben eine kastanienbraune Farbe. Zwischen den Geschlechtern besteht ein leichter Sexualdimorphismus. Die Weibchen sind etwas kleiner und die bläulichen Farbbereiche dehnen sich bis zu Nacken und Kehle aus. Beiden Geschlechtern fehlen die bei vielen Paradiesschnäpper-Arten vorhandenen sehr langen Schwanzfedern.

## Verbreitung, Unterarten und Lebensraum
Das Verbreitungsgebiet des Maskarenen-Paradiesschnäppers umfasst die gesamte Insel Réunion, wo sie mit der Nominatform Terpsiphone bourbonnensis bourbonnensis vertreten ist. Die Unterart Terpsiphone bourbonnensis desolata (Salomonsen, 1933) besiedelt den südlichen und westlichen Küstenstreifen von Mauritius. Auf Réunion lebt die Art bevorzugt in lichten Mischwäldern von der Ebene bis in Höhen von 600 Metern. Auf Mauritius ist sie in immergrünen Wäldern sowie in Plantagen und Gärten zu finden.

## Lebensweise
Die Vögel ernähren sich von Insekten, beispielsweise von Käfern, Fliegen, Schmetterlingen und Heuschrecken, die meistens im Flug gefangen werden. Gelegentlich jagen sie gemeinsam mit Maskarenen-Brillenvögeln (Zosterops borbonicus). Die Hauptbrutsaison fällt auf Réunion in die Monate September bis Dezember, auf Mauritius in die Zeit von Oktober bis November. Das tassenförmige Nest wird in erster Linie aus Flechten und Moos gefertigt, mit Spinnenfäden verflochten, meistens in einer Höhe zwischen 1,2 und 3,7 Metern über dem Erdboden in kleinen Bäumen oder Sträuchern platziert und mit zwei bis drei Eiern bestückt, die von beiden Eltern innerhalb von 14 bis 16 Tagen ausgebrütet werden. Die Nestlinge werden von beiden Eltern für ca. fünf Wochen mit Nahrung versorgt. Sie verlassen das elterliche Territorium nach weiteren acht bis neun Wochen. Über das Lebensalter der Art liegen nur Einzelergebnisse vor. So waren sechs im Jahr 1974 beringte Exemplare nach neun Monaten noch am Leben, vier Jahre später wurde hingegen keines mehr gefunden.

## Gefährdung
Der Maskarenen-Paradiesschnäpper ist auf Réunion mit einem Bestand von zehn Paaren/km² nicht selten. 1974/75 zeigten zwei auf Mauritius gefangene Vögel Symptome von Vogelpocken. Dort tritt die Art wesentlich spärlicher auf und im Jahr 1993 wurde ein Bestand von 100 bis 300 Individuen angenommen. Dennoch wird die Art gegenwärtig von der Weltnaturschutzorganisation IUCN als  „least concern = nicht gefährdet“ klassifiziert.